# Kanton Lauterbourg
Kanton Lauterbourg (fr. Canton de Lauterbourg) byl francouzský kanton v departementu Bas-Rhin v regionu Alsasko. Tvořilo ho pět obcí. Zrušen byl po reformě kantonů 2014.

## Obce kantonu
- Lauterbourg
- Neewiller-près-Lauterbourg
- Niederlauterbach
- Salmbach
- Scheibenhard